# Campionati del mondo di mountain bike marathon 2006
I Campionati del mondo di mountain bike marathon 2006 (en. 2006 UCI Mountain Bike Marathon World Championships), quarta edizione della competizione, furono disputati a Oisans, in Francia, il 13 agosto 2006.

## Medagliere
Medagliere finale
| Pos.   | Nazione     | Oro | Argento | Bronzo | Totale |
| ------ | ----------- | --- | ------- | ------ | ------ |
| 1      | Svizzera    | 1   | 1       | 0      | 2      |
| 2      | Norvegia    | 1   | 0       | 0      | 1      |
| 3      | Colombia    | 0   | 1       | 0      | 1      |
| 4      | Belgio      | 0   | 0       | 1      | 1      |
| 4      | Paesi Bassi | 0   | 0       | 1      | 1      |
| Totale | Totale      | 2   | 2       | 2      | 6      |

## Sommario degli eventi
| Eventi          | Oro                      | Tempo    | Argento                | Tempo   | Bronzo                        | Tempo    |
| Uomini dettagli | Ralph Näf Svizzera       | 4h13'57" | Leonardo Paez Colombia | a 53"   | Roel Paulissen Belgio         | a 7'06"  |
| Donne dettagli  | Gunn-Rita Dahle Norvegia | 4h25'29" | Petra Henzi Svizzera   | a 8'08" | Elsbeth van Rooij Paesi Bassi | a 14'57" |